# ثيموس
ثيموس (باليونانية: θυμός) هي كلمة يونانية للتعبير عن حالة معنوية مرتفعة. أصل الكلمة الاصطلاحي يقترح علاقة بعملية التنفس أو الدم، وتستعمل في سياق صراع الإنسان من أجل الاعتراف. في أعمال هوميروس، تم استخدام كلمة ثيموس للدلالة على العواطف، والرغبة الداخلية للانسان. اعتبر أفلاطون الثيموس إحدى ثلاث مكونات للنفس البشرية.